# 中角鮟鱇
中角鮟鱇（学名：Centrophryne spinulosa），又名刺鮟鱇、深海鮟鱇，为中角鮟鱇科刺鮟鱇屬下的一个种。